# 王幼平
王幼平（1910年—1995年），名际坦，字幼平，山东桓台县索镇镇马家村人，中华人民共和国政治人物。
1931年，王幼平加入中国共产党，并参加国民革命军第26路军，此后参加宁都起义，并历任红五军团排长、连长、团长等职位，后跟随红军长征。抗日战争期间，其担任中共鲁西北特委委员、军事部部长、山东人民抗日救国军第10支队政治部主任，八路军129师先遣纵队、新编第8旅政治部主任，冀南军区第3军分区政治部主任，冀鲁豫军区第3军分区政治委员等职位。第二次国共内战期间，担任第二野战军第15军副政治委员、第5兵团政治部主任。中华人民共和国成立后，历任中国驻罗马尼亚、挪威、柬埔寨、古巴、北越、馬來西亞及蘇聯等国大使，后任中国外交部副部长、中共中央顾问委员会委员。

## 荣誉

### 外国勋章奖章
- 友好合作大十字勋章（柬埔寨，1962年2月4日于金边颁发[2]）